# Пілонья
Пілонья (ісп. Piloña) — муніципалітет в Іспанії, у складі автономної спільноти Астурія. Населення — 8060 осіб (2009).
Муніципалітет розташований на відстані близько 350 км на північ від Мадрида, 40 км на схід від Ов'єдо.
Муніципалітет складається з таких паррокій: Анайо, Артедоса, Белонсіо, Борінес, Сереседа, Койя, Еспінаредо, Лоденья, Ла-Мареа, Маса, Мійярес, Лос-Монтес, Пінтуелес, Кес, Сан-Антоніо, Сан-Хуан-де-Бербіо, Сан-Роман, Сельйон, Севарес, Соррібас, Тосо, Вальє, Вальйобаль, Вільямайор.

## Демографія
Динаміка населення (INE ):

## Галерея зображень

Розташування муніципалітету
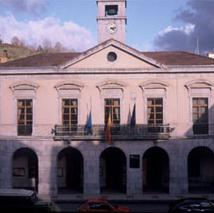
Муніципальна рада